# Ajdar Ibrahimov
Pour les articles homonymes, voir Ibrahimov.
Ajdar Ibrahimov (en azéri: Əjdər Mütəllim oğlu İbrahimov; né le 29 avril 1919 à Achgabat et mort le 20 septembre 1993 à Moscou) est un cinéaste, écrivain soviétique, russe, azerbaïdjanais et turkmène. Artiste du peuple de l'URSS (1991) et de la RSS d'Azerbaïdjan (1967).

## Biographie
En 1940 Ajdar Ibrahimov termine l’école théâtrale d’Achgabad. De 1942 à 1945 il fait son service militaire dans un régiment de réserve en grade de lieutenant. Après le service militaire A.Ibrahimov entre à l’Institut de cinématographie à la faculté de la direction de théâtre où il est enseigné par célèbres professeurs S.Yutkevitch et M.Romm. En 1952 году il termine ses études à VGIK.
Son activité artistique commence au studio de cinéma d’Achgabad (actuellement Turkmenfilm) 
De 1953 à 1959, il travaille au studio de cinéma de Bakou (aujourd'hui le studio de cinéma Azerbaїdjanfilm).

## Parcours professionnel
De 1959 à 1962, il travaille sous la direction du ministère de la Culture de l'URSS avec le caméraman M. Kayumov au Vietnam du Nord, y fonde une école de cinéma (aujourd'hui l'Institut de la cinématographie), où il enseigne l’art de théâtre et de cinéma. Il réalise trois longs métrages avec ses étudiants vietnamiens: deux courts métrages – l’Oiseau aux yeux blanc (1962) et Deux soldats (1962), ainsi qu'un long métrage Un jour au début de l'automne (1962 ). Lors des festivals internationaux du film de ces années-là, deux courts métrages ont été reconnus par le public et très appréciés par le jury, pour lesquels il a reçu des prix vietnamiens : l'Ordre du Travail et une médaille.
Depuis 1962, il travaille au studio de cinéma Mosfilm. Les films du réalisateur sont primés dans de nombreux festivals de cinéma internationaux et panrusses. En 1968, le film "26 commissaires de Bakou" reçoit le deuxième prix du IIIe Festival du film de toute l'Union Pour le meilleur film historique et révolutionnaire (Leningrad).
En 1974-1976, il est responsable de cours à l'Institut national de la culture de Moscou, dans le groupe de réalisation de films.

## Filmographie

### Réalisateur
- 1971 : Les étoiles ne s'éteignent pas (ru)